# بوريس هيرمان
بوريس هيرمان (بالألمانية: Boris Herrmann) هو متسابق يخوت و بحار ألماني، ولد في 28 مايو 1981 في أولدنبورغ في ألمانيا.